# Czoło (Beskid Mały)
Czoło (768 m) – szczyt w północnej części Beskidu Andrychowskiego (Beskid Mały). Znajduje się w bocznym, północno-zachodnim grzbiecie Gronia Jana Pawła II, pomiędzy Gancarzem (798 m) a Przełęczą pod Gancarzem (735 m). Południowo-zachodnie stoki Czoła opadają do doliny Rzyczanki w miejscowości Rzyki, w północno-wschodnim kierunku natomiast tworzy krótki grzbiet oddzielający źródłowy ciek Ponikiewki i jej dopływ – potok Paluchówka.
Czoło jest całkowicie porośnięte lasem. Rosną w nim m.in. nasadzone daglezje i sosny wejmutki. Czoło znajduje się w granicach wsi Ponikiew w województwie małopolskim, powiecie wadowickim. Przez Czoło prowadzi szlak turystyczny.
Szlaki turystyczne
 Andrychów – Pańska Góra – Czuby – Przełęcz Biadasowska – Wapienica – Przykraźń – skrzyżowanie Panienka – Susfatowa Góra – Przełęcz Kaczyńska – Narożnik – przełęcz Sosina – Czuba – Gancarz – Czoło – Przełęcz pod Gancarzem – Groń Jana Pawła II